# HIF3A
HIF3A‏ (Hypoxia inducible factor 3 subunit alpha) هوَ بروتين يُشَفر بواسطة جين HIF3A في الإنسان.